# Litsea albescens
Litsea albescens är en lagerväxtart som först beskrevs av Joseph Dalton Hooker, och fick sitt nu gällande namn av David Geoffrey Long. Litsea albescens ingår i släktet Litsea och familjen lagerväxter. Inga underarter finns listade i Catalogue of Life.